# Instytut Pedagogiczny w Katowicach
Instytut Pedagogiczny w Katowicach – zakład dokształcania czynnych nauczycieli na poziomie wyższym istniejący w latach 1928–1939 i 1945–1950 w Katowicach. Na jego bazie powstała w 1950 uczelnia Wyższa Szkoła Pedagogiczna w Katowicach, a z księgozbioru utworzono Pedagogiczną Bibliotekę Wojewódzką w Katowicach.

## Historia

### Okres międzywojenny
Instytut Pedagogiczny w Katowicach powstał z inicjatywy zrzeszeń nauczycielskich województwa śląskiego, zorganizowanych w Towarzystwie Instytutu Pedagogicznego (które było prawnym organizatorem Instytutu), przy poparciu Wojewody Śląskiego Michała Grażyńskiego, Naczelnika Wydziału Oświecenia Śląskiego Urzędu Wojewódzkiego Ludwika Ręgorowicza oraz władz miejskich Katowic. Na organizatora Instytutu i pierwszego dyrektora został powołany profesor Uniwersytetu Jagiellońskiego dr Zygmunt Mysłakowski. Instytut Pedagogiczny zaczął funkcjonować 3 listopada 1928 w tymczasowej siedzibie w gmachu Gimnazjum Państwowego przy ul. Mickiewicza.
Zakład działał na zasadzie podobnej do dzisiejszych studiów podyplomowych w systemie kursowym. Słuchacze (będący czynnymi nauczycielami szkół powszechnych i średnich oraz urzędnikami oświatowymi) uczęszczali na wykłady monograficzne i ćwiczenia przedmiotowe dwuletniego kursu pedagogicznego, podzielonego na 6 trymestrów. Uczestnictwo w kursie było płatne. Na pierwszy Kurs Pedagogiczny (1928/1929 – 1929/1930) zapisało się 363 słuchaczy, w tym 269 mężczyzn i 94 kobiety. Każdy wykład Kursu Pedagogicznego kończył się egzaminem. Zdanie wszystkich egzaminów oraz aktywne uczestnictwo w ćwiczeniach było niezbędnym warunkiem do otrzymania świadectwa ukończenia Instytutu. Dokument ten nie dawał żadnych uprawnień.
Od roku 1936/1937 rozpoczęto realizować 3-letni kurs pedagogiczny.
W roku szkolnym 1938/1939 program trzyletnich studiów obejmował 21 przedmiotów (10 pedagogicznych, 7 specjalnych i 4 pomocnicze):
A. Przedmioty główne
pedagogiczne
- psychologia pedagogiczna,
- psychologia ogólna,
- psychopatologia,
- historia wychowania,
- pedagogika ogólna,
- dydaktyka ogólna,
- dydaktyka elementarnego nauczania,
- ustawodawstwo szkolne i organizacja szkolnictwa,
- higiena szkolna i społeczna,
- poradnictwo zawodowe;

specjalne
- język polski i literatura,
- historia,
- geografia i geologia,
- zoologia i botanika,
- fizyka i chemia,
- matematyka,
- dydaktyka przedmiotów specjalnych

B. Przedmioty pomocnicze
- filozofia,
- biologia wychowawcza,
- antropologia pedagogiczna,
- socjologia wychowania.

C. Studium pracy społeczno-oświatowej.
Praktyka szkolna obejmowała hospitacje w szkołach oraz lekcje pokazowe.
Ostatni przedwojenny rok szkolny 1938/1939 rozpoczynał się w Instytucie Pedagogicznym 15 września i trwał do 21 grudnia, drugi od 16 stycznia do 31 marca, a trzeci od 1 kwietnia do 15 czerwca. Ferie świąteczne Bożego Narodzenia trwały od 22 grudnia do 15 stycznia włącznie, zaś Wielkanocy od niedzieli Palmowej do pierwszej środy po świętach wielkanocnych włącznie.
W Międzywojniu odbyło się 6 edycji Kursu Pedagogicznego: 4 dwuletnie (1928/1929 – 1929/1930, 1930/1931 – 1931/1932, 1932/1933 – 1933/1934, 1934/1935 – 1935/1936) i 1 trzyletni (1936/1937 – 1938/1939). Ich absolwenci nadal nie uzyskiwali żadnych uprawnień. Instytut nie posiadał stałej kadry dydaktycznej. Zajęcia (wykłady, ćwiczenia i seminaria) prowadzili dojeżdżający uczeni i nauczyciele w ramach wysoko płatnych zleceń.

### Okres powojenny
Przygotowania do reaktywacji trzyletniego Instytutu Pedagogicznego rozpoczął w marcu 1945 dr Józef Pieter na polecenie Kuratora Oświaty w Katowicach. Działalność wznowiono 8 października 1945, przyjmując na naukę 160 słuchaczy.
Z dniem 12 października 1945 Minister Oświaty uznał dyplomy ukończenia Instytutu Pedagogicznego w Katowicach począwszy od roku szkolnego 1931/1932 (tj. od drugiego Kursu Pedagogicznego) za równoważne z dyplomami na nauczyciela liceów pedagogicznych w zakresie przedmiotów pedagogicznych.
We wrześniu 1947 został przejęty przez Związek Nauczycielstwa Polskiego, nosząc aż do likwidacji w 1950 nazwę Instytut Pedagogiczny ZNP w Katowicach.

### Nazwy zakładu
- Instytut Pedagogiczny w Katowicach (1928–1939, 1945–1947)
- Instytut Pedagogiczny Związku Nauczycielstwa Polskiego w Katowicach (skrót: Instytut Pedagogiczny ZNP w Katowicach) (1947–1950)

## Dyrektorzy Instytutu
1. dr Zygmunt Mysłakowski (1928−1930)
2. Edward Czernichowski (1930−1939)
3. dr (hab.) Józef Pieter (p.o. Dyrektora 1945−1947, Dyrektor 1947−1950)

## Wydawnictwa Instytutu
- „Chowanna”. Kwartalnik poświęcony naukowym zagadnieniom wychowania / Miesięcznik poświęcony współczesnym prądom w wychowaniu i nauczaniu, T. 1, 1929 – 11, 1946,
  - „Sprawy Szkolne na Śląsku”. Dodatek do miesięcznika „Chowanna”, R. 1, 1935 – 5 (z. 5–6), 1939.

## Biblioteka Instytutu
Bibliotekę otwarto dla słuchaczy 1 lutego 1929. W maju 1929 posiadała 380 dzieł pedagogicznych i pokrewnych oraz 10 tytułów czasopism pedagogicznych i psychologicznych polskich, 12 czasopism niemieckich, 2 francuskie, 2 angielskie i 1 włoskie. W sierpniu 1939 księgozbiór liczył ok. 10.000 woluminów.